# الکل‌سنجی تنفسی

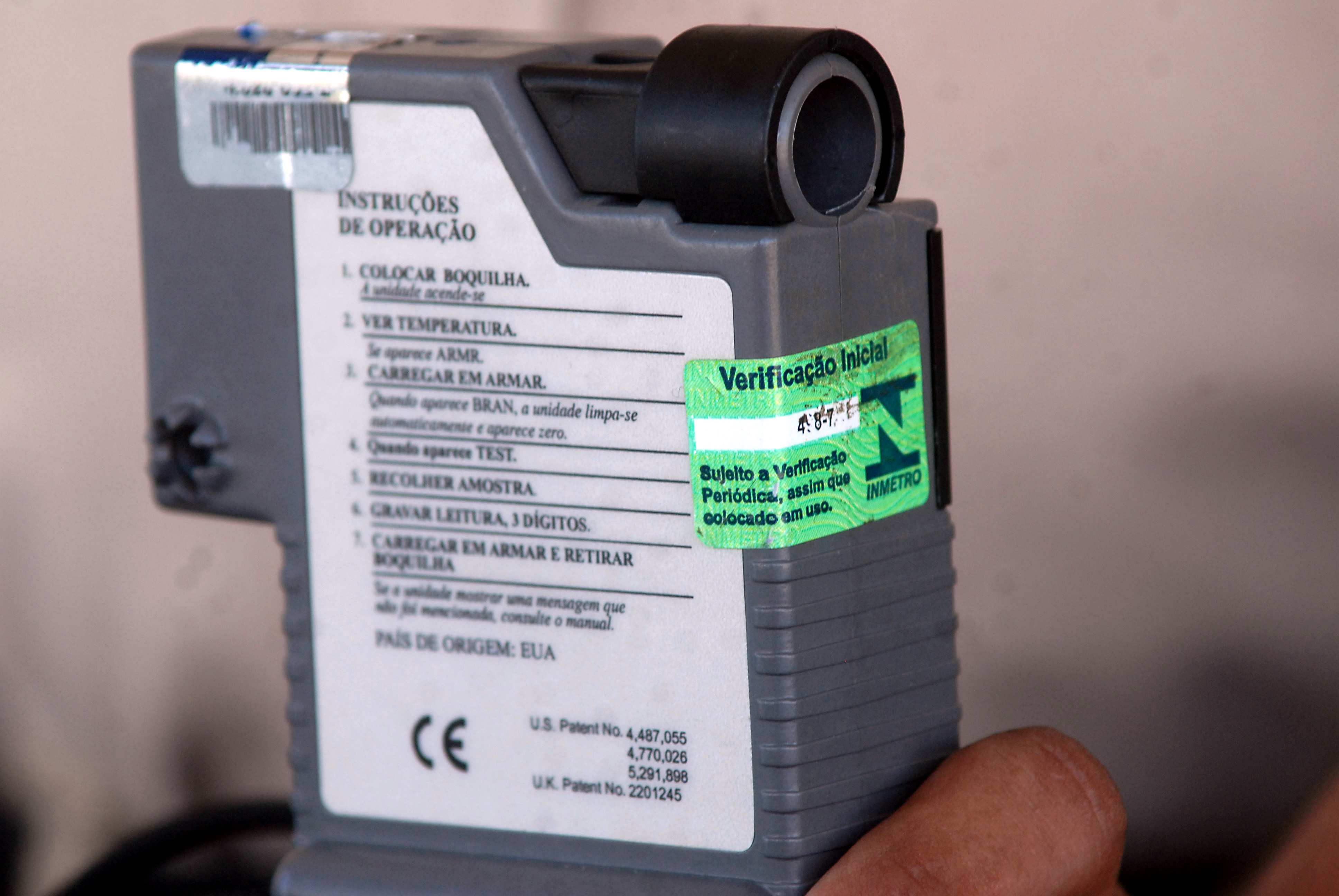
دستگاه سنجش الکل با حسگرهای نوع ۴

الکل‌سنجی تنفسی ابزاری است برای سنجش محتوی الکل خون. ابزار مورد استفاده برای این هدف با نام تجاری Breathalyzer در دسترس است. رابرت فرانک بورکنشتاین مخترع این ابزار است. این ابزار در ۱۳ مه ۱۹۵۴ ثبت شد اما امروزه از نام آن برای اشاره به هر ابزاری که محتوی الکل خون را نشان دهد، استفاده می‌کنند.

## شیمی
هنگامی که یک نفر در این ابزار بازمی‌دمد در صورت وجود اتانول در هوای بازدم او، این اتانول در آند به استیک اسید، اکسایش می‌یابد:
CH3CH2OH(g) + H2O(l) → CH3CO2H(l) + 4H+(aq) + 4e−
در کاتد، اکسیژن هوا، کاهش می‌یابد:
O2(g) + 4H+(aq) + 4e− → 2H2O(l)
درمجموع کل واکنش عبارت است از اکسایش اتانول به اسید استیک و آب:
CH3CH2OH(l) + O2(g) → CH3COOH(aq) + H2O(l)
جریان الکتریکی تولید شده توسط این واکنش با یک میکروکنترلر اندازه‌گیری می‌شود و به عنوان مقدار تقریبی محتوای الکل خون (BAC) در نظر گرفته می‌شود.

### خطا
در سال ۲۰۰۳ در مجموعه تلویزیونی افسانه‌زدایان راه‌هایی که شایعه شده‌است می‌توانند دستگاه را به خطا بیندازند آزمایش شد، این روش‌ها عبارت بودند از خوردن پیاز، خوشبوکنندهٔ نعنا، کرم دندان مصنوعی، دهانشویه، باتری و پِنی (سکه)؛ پس از آزمایش مشخص شد این روش‌ها می‌توانند بوی ناشی از الکل را کم کنند و باعث ایجاد اشتباه انسانی شوند اما نمی‌توانند دستگاه را دچار خطا کنند. برخی تصور می‌کنند سکه باعث ایجاد واکنش شیمیایی و باتری باعث ایجاد جریان الکتریسیته می‌شود و دستگاه را به خطا می‌اندازد که همگی این فرض‌ها نادرست است.